# Diego Díaz de Berlanga
Diego Díaz de Berlanga (Nuevo Reino de León, siglo XVI - Monterrey, Nuevo Reino de León, 1605) fue el redactor del Acta de Fundación de Monterrey, que tuvo cabida el 20 de septiembre de 1596. Formaba parte de los jefes de las familias que acompañaban a Diego de Montemayor, fundador de dicha ciudad.
Este último le cedió varias tierras ubicadas en lo que hoy es el municipio de San Nicolás de los Garza, por lo que el primer nombre de ese lugar fue «Estancia Díaz de Berlanga».
En 1598, registro una mina, en las de Nuestra Señora de la Asunción en Santiago.
Diego Díaz de Berlanga estuvo casado con Mariana Díaz, quien quedó como administradora de la propiedad cuando él murió en el año 1605, y la mantuvo en su poder alrededor de 30 años más, hasta que finalmente la vendió.